# بایراش
بایراش (انگلیسی: Bayrash) یک شهرک در شهرستان بوزدیاکسکی باشقیرستان کشور روسیه است.